# Seznam dílů seriálu Kevin si počká
Toto je seznam dílů seriálu Kevin si počká.

## Přehled řad
| Řada | Díly | Premiéra v USA | Premiéra v USA | Premiéra v ČR | Premiéra v ČR  |
| Řada | Díly | První díl      | Poslední díl   | První díl     | Poslední díl   |
| ---- | ---- | -------------- | -------------- | ------------- | -------------- |
| 1    | 24   | 19. září 2016  | 8. května 2017 | 24. září 2018 | 2. října 2018  |
| 2    | 24   | 25. září 2017  | 7. května 2018 | 2. října 2018 | 10. října 2018 |

## Seznam dílů

### První řada (2016–2017)
| Č. v seriálu | Č. v řadě | Původní název                      | Český název                  | Režie        | Scénář                                                                    | Premiéra v USA     | Premiéra v ČR |
| ------------ | --------- | ---------------------------------- | ---------------------------- | ------------ | ------------------------------------------------------------------------- | ------------------ | ------------- |
| 1            | 1         | Pilot                              | Začátek                      | Andy Fickman | Kevin James, Bruce Helford a Rock Reuben                                  | 19. září 2016      | 24. září 2018 |
| 2            | 2         | Sleep Disorder                     | Nedá mi to spát              | Andy Fickman | Michael Loftus                                                            | 26. září 2016      | 25. září 2018 |
| 3            | 3         | Chore Weasel                       | Lasička na výpomoc           | Andy Fickman | Mike Soccio                                                               | 3. října 2016      | 25. září 2018 |
| 4            | 4         | Kevin and Donna's Book Club        | Čtenářský klub               | Andy Fickman | Heather Flanders                                                          | 10. října 2016     | 25. září 2018 |
| 5            | 5         | Kevin's Good Story                 | Kevinův případ               | Andy Fickman | Peter Hoare                                                               | 17. října 2016     | 26. září 2018 |
| 6            | 6         | Beat the Parents                   | Vířivka                      | Andy Fickman | John Cochran                                                              | 24. října 2016     | 26. září 2018 |
| 7            | 7         | Hallow-We-Ain't-Home               | Bez koledy                   | Andy Fickman | Bruce Helford                                                             | 31. října 2016     | 26. září 2018 |
| 8            | 8         | Who's Better than Us?              | Ten nejlepší                 | Andy Fickman | Peter Hoare a John Cochran                                                | 7. listopadu 2016  | 27. září 2018 |
| 9            | 9         | The Power of Positive Drinking     | Síla pozitivního pití        | Andy Fickman | Heather Flanders a John Cochran                                           | 14. listopadu 2016 | 27. září 2018 |
| 10           | 10        | The Fantastic Pho                  | Fantastické Pho              | Andy Fickman | Michael Loftus a Mike Soccio                                              | 21. listopadu 2016 | 27. září 2018 |
| 11           | 11        | Kevin's Bringing Supper Back       | S Kevinem na večeři          | Andy Fickman | Joanna Quraishi                                                           | 5. prosince 2016   | 28. září 2018 |
| 12           | 12        | I'll Be Home for Christmas...Maybe | O Vánocích jsem doma... snad | Andy Fickman | Pete Correale                                                             | 12. prosince 2016  | 28. září 2018 |
| 13           | 13        | Ring Worm                          | Prsten                       | Andy Fickman | Rock Reuben                                                               | 2. ledna 2017      | 28. září 2018 |
| 14           | 14        | Kevin vs. The Dutch Elm            | Kevin a strom                | Andy Fickman | Michael Loftus                                                            | 16. ledna 2017     | 29. září 2018 |
| 15           | 15        | Choke Doubt                        | Skromný hrdina               | Andy Fickman | Mike Soccio                                                               | 23. ledna 2017     | 29. září 2018 |
| 16           | 16        | The Back Out                       | Ohnutá záda                  | Andy Fickman | Kevin James a Rock Reuben                                                 | 6. února 2017      | 29. září 2018 |
| 17           | 17        | Unholy War                         | Nesvatá válka                | Andy Fickman | Tony Sheehan                                                              | 13. února 2017     | 30. září 2018 |
| 18           | 18        | Neighborhood Watch                 | Sousedská hlídka             | Andy Fickman | Alex Metz                                                                 | 20. února 2017     | 30. září 2018 |
| 19           | 19        | Showroom Showdown                  | Souboj skladníků             | Andy Fickman | Dan Staley                                                                | 13. března 2017    | 30. září 2018 |
| 20           | 20        | Double Date                        | Dvojité rande                | Andy Fickman | Michael Loftus a Mike Soccio                                              | 20. března 2017    | 1. října 2018 |
| 21           | 21        | Kenny Can Wait                     | Život s Kennym               | Andy Fickman | Mike Soccio a Tony Sheehan                                                | 10. dubna 2017     | 1. října 2018 |
| 22           | 22        | Quiet Diet                         | Tichá dieta                  | Andy Fickman | Pete Correale a Peter Hoare                                               | 17. dubna 2017     | 1. října 2018 |
| 23           | 23        | Sting of Queens (Part 1)           | Žihadlo (1. část)            | Andy Fickman | námět: Peter Hoare a Pete Correale scénář: Mike Soccio a Michael Loftus   | 1. května 2017     | 2. října 2018 |
| 24           | 24        | Sting of Queens (Part 2)           | Žihadlo (2. část)            | Andy Fickman | námět: Annie Levine a Jonathan Emerson scénář: Rock Reuben a Tony Sheehan | 8. května 2017     | 2. října 2018 |

### Druhá řada (2017–2018)
| Č. v seriálu | Č. v řadě | Původní název                    | Český název               | Režie        | Scénář                                             | Premiéra v USA     | Premiéra v ČR  |
| ------------ | --------- | -------------------------------- | ------------------------- | ------------ | -------------------------------------------------- | ------------------ | -------------- |
| 25           | 1         | Civil Ceremony                   | Civilní obřad             | Andy Fickman | Michael Loftus, Pete Correale a Peter Hoare        | 25. září 2017      | 2. října 2018  |
| 26           | 2         | Business Unusual                 | Neobvyklá práce           | Andy Fickman | Annie Levine, Jon Emerson a Mike Soccio            | 2. října 2017      | 3. října 2018  |
| 27           | 3         | Kevin Goes Nuts                  | Kevin se zbláznil         | Andy Fickman | Rock Reuben, Heather MacGillivray a Linda Mathious | 9. října 2017      | 3. října 2018  |
| 28           | 4         | Plus One is the Loneliest Number | Svatba bez přítele        | Andy Fickman | Tom Anderson a Avin Das                            | 16. října 2017     | 3. října 2018  |
| 29           | 5         | Grief Thief                      | Zloděj smutku             | Andy Fickman | Mike Soccio, Heather MacGillvray a Linda Mathious  | 23. října 2017     | 4. října 2018  |
| 30           | 6         | The Owl                          | Sovička                   | Andy Fickman | Phoef Sutton a Mark Jordan Legan                   | 30. října 2017     | 4. října 2018  |
| 31           | 7         | The Kevin Crown Affair           | Aféra s korunou           | Andy Fickman | Michael Loftus, Pete Correale a Peter Hoare        | 6. listopadu 2017  | 4. října 2018  |
| 32           | 8         | Slip 'n' Fall                    | Pracovní úraz             | Andy Fickman | Dan Staley a Tom Anderson                          | 13. listopadu 2017 | 5. října 2018  |
| 33           | 9         | Cooking Up a Storm               | Vaření v bouři            | Andy Fickman | Dan Staley, Annie Levine a Jonathan Emerson        | 20. listopadu 2017 | 5. října 2018  |
| 34           | 10        | Kevin Moves Metal                | Kevin a Vespa             | Andy Fickman | Peter Hoare a Pete Correale                        | 27. listopadu 2017 | 5. října 2018  |
| 35           | 11        | Trainer Wreck                    | Prokletý fitko            | Andy Fickman | Annie Levine a Jonathan Emerson                    | 11. prosince 2017  | 6. října 2018  |
| 36           | 12        | The Might've Before Christmas    | Vánoční dárky             | Andy Fickman | Rock Reuben a Mike Soccio                          | 18. prosince 2017  | 6. října 2018  |
| 37           | 13        | Monkey Fist Insecurity           | Opičí pěst a tequila      | Andy Fickman | Pete Correale a Avin Das                           | 15. ledna 2018     | 6. října 2018  |
| 38           | 14        | Kevin Can Date                   | Kevin randí               | Andy Fickman | Linda Mathious a Heather MacGillbray               | 22. ledna 2018     | 7. října 2018  |
| 39           | 15        | Fight or Flight                  | Boj nebo let              | Andy Fickman | Annie Levine a Jonathan Emerson                    | 29. ledna 2018     | 7. října 2018  |
| 40           | 16        | 40 Under 40                      | Čtyřicet před čtyřicítkou | Andy Fickman | Mike Soccio, Heather MacGillvray a Linda Mathious  | 5. února 2018      | 7. října 2018  |
| 41           | 17        | Wingmen                          | Dohazovač                 | Andy Fickman | Rock Reuben                                        | 26. února 2018     | 8. října 2018  |
| 42           | 18        | The Whole Enchilada              | Bez jídla ani ránu        | Andy Fickman | Dan Staley a Tom Anderson                          | 5. března 2018     | 8. října 2018  |
| 43           | 19        | Delivery Guy                     | Poslíčci                  | Andy Fickman | Alex Metz                                          | 19. března 2018    | 8. října 2018  |
| 44           | 20        | Forty Seven Candles              | Mejdan bude               | Andy Fickman | Mike Soccio                                        | 26. března 2018    | 9. října 2018  |
| 45           | 21        | The Smoking Bun                  | Předmět dotyčný           | Andy Fickman | Mike Soccio, Heather MacGillvray a Linda Mathious  | 9. dubna 2018      | 9. října 2018  |
| 46           | 22        | Phat Monkey                      | Šikula                    | Andy Fickman | Rock Reuben, Annie Levine a Jonathan Emerson       | 16. dubna 2018     | 9. října 2018  |
| 47           | 23        | Brew Ha Ha                       | Tichý partner             | Andy Fickman | Dan Staley a Tom Anderson                          | 30. dubna 2018     | 10. října 2018 |
| 48           | 24        | A Band Done                      | Kapela                    | Andy Fickman | Michael Loftus                                     | 7. května 2018     | 10. října 2018 |